# Crassocephalum bauchiense
Crassocephalum bauchiense là một loài thực vật có hoa thuộc họ Asteraceae.
Loài này có ở Cameroon, Guinea Xích Đạo, Nigeria, có thể cả Cộng hòa Dân chủ Congo, và có thể cả Uganda.
Môi trường sống tự nhiên của chúng là xavan ẩm.
Chúng hiện đang bị đe dọa vì mất môi trường sống.